# Aïda Lorenzo
Aïda Lorenzo Rosa (Figueras, 1937) es una activista antifranquista y escritora española. 

## Biografía
Cuando tenía 13 meses fusilaron a su padre, Juan Lorenzo Alcalde, un guardia civil republicano. Estudió en Figueras, donde el Patronato de San Pablo para hijos de fusilados le pagó los estudios.
Poco después marchó de su ciudad natal y el 1957 llegó a París, donde se quedó hasta el 1999, cuando regresó a Cataluña con su hija Esther Llorenç, para recuperar la memoria histórica de su padre y trabajar para que se reconozca el genocidio franquista. Es la fundadora y presidenta de la Asociación de Familiares de Represaliados por el Franquismo, entidad que recibió el 2006 la Cruz de Sant Jordi.

## Obras (escritas conEsther Llorenç)
- Dones republicanes (2006)
- Hores de vetlla. Testimonis de 35 represaliats pel franquisme (2005)
- Republicans represaliats pel franquisme (2007)
- La causa contra l'AFARE i altres judicis (2008)
- República, Guerra Civil, repressió franquista (2009)
- El Sumari Del President Companys i altres causes
- L'afusellament de Josep Fàbrega i Pou, Diputat del Parlament de Catalunya i altres judicis (2009)
- Oblidats de tots : Guàrdies Civils i carrabiners lleials a la República: relació de Guàrdies Civils i carrabiners afusellats a les comarques de Girona i a Catalunya (2009)
- Vides immolades pel franquisme (2012)
- Memòria perduda (2012)
- Morts per la República Catalana (2015)
- La llarga repressió franquista a les comarques Gironines de 1938 a 1952 : llista de les persones afusellades residents i/o nascudes a la província de Girona amb procediment judicial militar sumaríssim (2015)